# Kakaduacris
Kakaduacris is een geslacht van rechtvleugeligen uit de familie veldsprinkhanen (Acrididae). De wetenschappelijke naam van dit geslacht is voor het eerst geldig gepubliceerd in 1992 door Key.

## Soorten
Het geslacht Kakaduacris  is monotypisch en omvat slechts de volgende soort:
- Kakaduacris minuta (Key, 1992)